# Панчагавья
Панчагавья, или панчагава (IAST: pañcagava) — санскритский термин, которым называют пять основных продуктов, получаемых от коровы: молоко, йогурт, гхи, мочу и навоз. Панчагавья имеет большое религиозное значение в индуизме, повсеместно используется в индуистских ритуальных практиках и в аюрведической медицине. Индуисты предлагают элементы панчагавьи храмовым божествам и затем принимают их как прасад. Коровий навоз широко используется как удобрение. Высушенный навоз также используют как топливо. Штукатурка из коровьего навоза — хороший теплоизолятор.
Также панчагавья используется для изготовления косметических кремов, лосьонов, масок для лица, мыла, шампуней, бальзамов, капель для глаз и моющих средств.